# Chenopodium nesodendron
Chenopodium nesodendron là loài thực vật có hoa thuộc họ Dền. Loài này được Skottsb. mô tả khoa học đầu tiên năm 1922.